# Mamografía

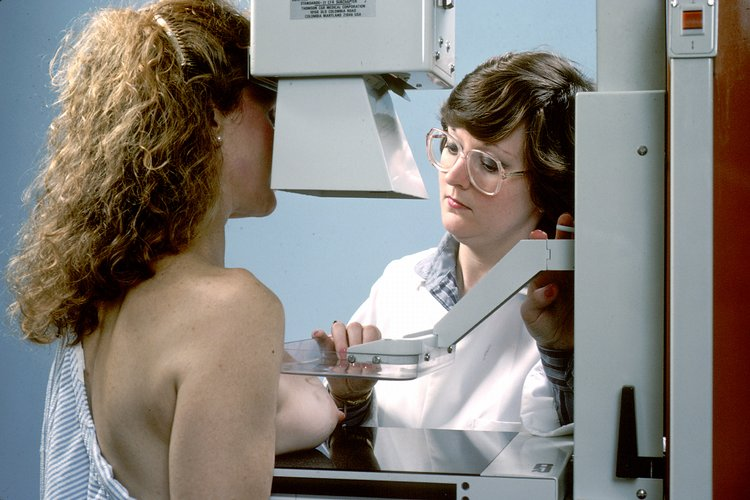
Una mujer sometiéndose a una mamografía en su seno derecho.

La mamografía o mastografía consiste en una exploración diagnóstica de imagen por rayos X de la glándula mamaria, mediante aparatos denominados mamógrafos (en dosis de alrededor de 0,7 mSv). Estos aparatos disponen de tubos de emisión de rayos X especialmente adaptados para conseguir la mayor resolución posible en la visualización de las estructuras fibroepiteliales internas de la glándula mamaria.

## Origen
Los inicios de la mamografía o mastografía como método radiológico se remontan a 1913 cuando Alberto Salomón, cirujano alemán, fue el primero en usar la radiografía para estudiar el cáncer de mama y es considerado el inventor de la radiología mamaria; radiografiaba piezas de mastectomía (que se había extraído de 3000 pacientes) para determinar la extensión del tumor, distinguir la diferencia entre los no cancerosos y los cancerosos y sus múltiples tipos.
En 1930, el médico y radiólogo estadounidense Stafford L. Warren publicó "A Roentgenologic Study of the Breast", un estudio en el que produce imágenes de rayos X estereoscópicas para rastrear los cambios en el tejido mamario como resultado del embarazo y la mastitis. En 119 mujeres que posteriormente se sometieron a cirugía, encontró correctamente el cáncer de seno en 54 de 58 casos.
En 1933 Alberto Baraldi introduce la roentgenneumo-mastia (aerograma), que consiste en inyectar aire en los tejidos periglandulares y retromusculares, permitiendo no solo detectar la presencia de un tumor, sino también sus características y la relación con los planos adyacentes.
En 1937 Frederick Hicken presenta un nuevo método de diagnóstico al que llama mamograma y que se basa en la introducción de medios de contraste en los conductos galactóforos
En 1945 Raúl Leborgne en Uruguay le dio impulso al método, desarrolló la técnica de compresión mamaria para producir imágenes de mejor calidad y caracterizó las micro calcificaciones.
Diez años más tarde, Robert Egan, del Centro de Cáncer M.D. Anderson de la Universidad de Texas, mejoró aún más la tecnología de mamografía al usar una película industrial que requería menos dosis de rayos X y producía imágenes de mejor calidad, los tumores aparecían blancos y el tejido normal gris oscuro. Egan examinó los senos de 1,000 mujeres que estaban sanas y no sospechaban cáncer de seno y encontraron cáncer de seno en 238.   
En la década de 1960 comenzaron los primeros ensayos randomizados de screening con el estudio del Plan de Seguros de Nueva York, continuados por el de dos condados de Suecia, realizado por Lazlo Tabar, y otros desarrollados en distintos países. Dichos ensayos demostraron que era posible disminuir la mortalidad por cáncer de mama gracias a estos programas.
En 1976, la Sociedad Estadounidense del Cáncer, comenzó a recomendar la mamografía como método de detección temprana del cáncer de seno. En ese momento, ACS declaró que las mujeres menores de cincuenta años podrían beneficiarse de las mamografías y recomendó mamografías anuales para mujeres de cincuenta y más años.
En 1993, el Colegio Estadounidense de Radiología desarrolló un Sistema de Datos e Informes de Mama, o BI-RADS, que estandarizó la forma en que los médicos transmitían los resultados de la mamografía.
En 2000, se aprobó la mamografía digital, que es más rápida y con dosis más bajas de radiación.
En 2011 se implementa la tomosíntesis digital (imágenes en 3D) que mejoró la precisión de la mamografía. La imagen digital de tomosíntesis utiliza una dosis de radiación más baja y permite al usuario ver los senos en tres dimensiones, así como mirar cada capa de tejido mamario por separado en lugar de todo el seno a la vez y reduce la cantidad de resultados falsos positivos.

## Aplicaciones

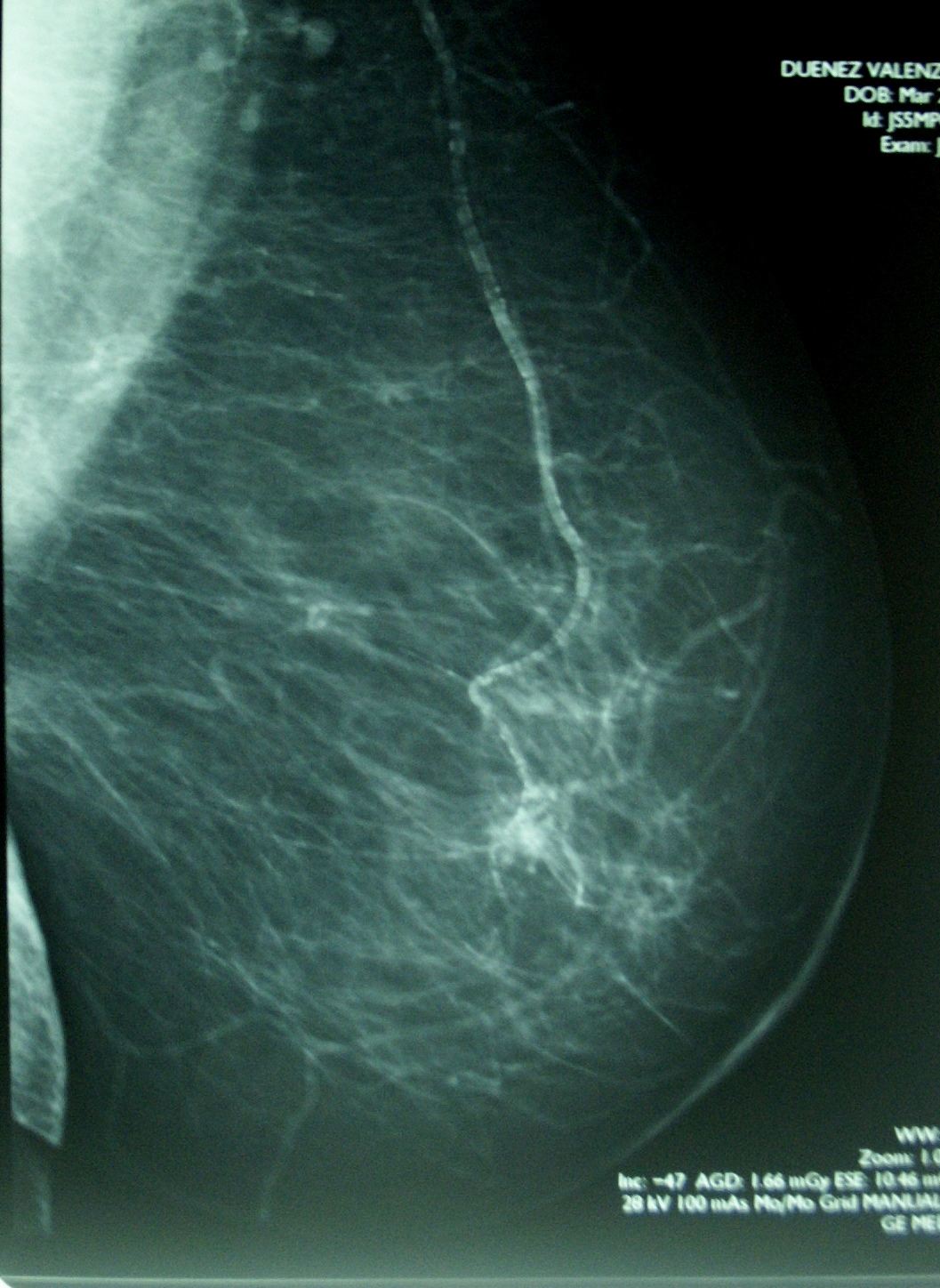
Mamografía con lesión sospechosa grado IV

La capacidad de identificación de lesiones de mínima dimensión ha preconizado la utilización de la mamografía en revisiones sistemáticas para detectar tumores antes de que puedan ser palpables y clínicamente manifiestos (cribage mamográfico). Este diagnóstico, efectuado en una fase muy precoz de la enfermedad, suele asociarse a un mejor pronóstico de curación, así como a la necesidad de una menor agresividad del tratamiento para el control del cáncer.
En numerosos países la rutina de mamografía de mujeres es recomendada como método de escrutinio para diagnóstico precoz de cáncer de mama. La United States Preventive Services Task Force recomienda mamografías, con o sin examen clínico de mamas, cada 1–2 años en mujeres de 40 o más. En conjunto con análisis clínicos, se ha hallado una relativa reducción de la mortalidad del cáncer mamario de 20 %. A partir de 2000 los mamogramas se volvieron controversiales, cuando se publicaron resultados de dos estudios de alta calidad.
Los radiólogos usan un método estándar para interpretar y comunicar los resultados de la mamografía, que actualmente se considera el idioma universal en el diagnóstico de la patología mamaria. Cuando detectan una lesión sospechosa de cáncer, la clasifican dentro de una categoría de BI-RADS (Breast Imaging-Reporting and Data System), las primeras etapas I y II son benignas, la III es probablemente benigna, mientras la IV y V aumenta la probabilidad de que sean malignas. Este sistema permite estandarizar la terminología del informe mamográfico y categorizar las lesiones estableciendo el grado de sospecha y asignar la actitud a tomar en cada caso. En muchas ocasiones la mamografía puede revelar lesiones malignas sin que estas se palpen clínicamente.
| Categoría | Definición                         | Acción                                                                                       |
| --------- | ---------------------------------- | -------------------------------------------------------------------------------------------- |
| BIRADS 0  | Insuficiente                       | Son necesarios otros procedimientos y/o comparar con estudios previos                        |
| BIRADS 1  | Negativo                           | Seguimiento habitual anual                                                                   |
| BIRADS 2  | Hallazgos Benignos                 | Seguimiento habitual anual                                                                   |
| BIRADS 3  | Probablemente Benigno              | Seguimiento estricto 6-12-24-36 meses                                                        |
| BIRADS 4  | Sugestivo de malignidad            | Deberá considerarse tomar material histológico de la lesión mediante algún método de biopsia |
| BIRADS 5  | Altamente sospechoso de Malignidad | Biopsia y tratamiento                                                                        |
| BIRADS 6  | Carcinoma confirmado               | Tratamiento definitivo                                                                       |

## Falsos negativos
La mamografía da falso negativo (no hay cáncer) al menos de un 10 %. Esto es parcialmente debido al oscurecimiento por tejidos densos, o muy densos que ocultan el cáncer, y a que la apariencia del cáncer en mamogramas tiene un gran solapeo con la apariencia de tejidos normales.

## Técnicas de mamografía
Ante la prueba, es importante cumplir con las indicaciones del personal sanitario. La manera adecuada de presentarse a este examen es recién bañada, con las axilas depiladas, sin desodorante ni crema, con ropa de dos piezas.
Se necesitan 4 radiografías básicas para la evaluación del tejido (dos por cada mama).
Primera: Cefalo-caudal, o CC (donde el rayo incide de arriba abajo). La paciente se coloca frente al mastógrafo, descubre su mama y el radiólogo será quien posicione. La mama quedará sobre una plancha, cuidando que la piel no forme pliegues y el pezón quede completamente de perfil, en la medida en que la anatomía de la paciente lo permita. De no ser esto posible será de mucha ayuda colocar marcadores para evitar cualquier confusión durante el estudio. Se hace descender un compresor poco a poco hasta lograr que el tejido se expanda. A continuación, se capturará la radiografía, comprobando que el hombro y la barbilla no produzcan sombra alguna.
Segunda: Medio Lateral Oblicua, o MLO (en la que el mastógrafo es oblicuado a 45 grados). La paciente se coloca de pie, a un lado del aparato. Se le pide que levante el brazo y lo apoye en el lado contrario. En esta posición, se evaluará el músculo pectoral, por lo que se incluye un tanto del área axilar, quedando el compresor por debajo de la clavícula. Al igual que en la fase anterior, debe procurarse que no haya pliegues en la piel, que el pezón quede de perfil y que la compresión sea gradual.
El sistema automático de los aparatos permite liberar la presión de la mama en cuanto se efectúa el disparo de la radiografía.

## Mamógrafo o mastógrafo
Las mamografías se realizan con equipos de imagen específicos porque el cáncer de mama, en sus estadios iniciales, tiene un aspecto muy similar al del tejido mamario sano y para resaltar las diferencias hay que utilizar rayos X de más baja energía.
Son rayos X con una energía de fotones en el rango de 12 y 30 kEV, por lo que se usa un tubo de rayos X especial y un generador de alta frecuencia que mejora la calidad de la imagen. El tubo tiene un ánodo de molibdeno (Mo), aunque también puede ser de wolframio (W) o de rodio (Rh). El tamaño del punto focal es importante (mejor cuanto más pequeño), ya que la obtención de imágenes de micro calcificaciones requiere puntos focales pequeños (se puede elegir entre 0.3 o 0.1mm). En cuanto a la forma del punto, suele ser rectangular pero es preferible que sea redondo.
La ventana del tubo de rayos X, que es de berilio, tiene una función muy importante por el bajo voltaje empleado, para que no atenúe el haz de radiación. Después de la ventana se debe colocar la filtración adecuada (en tipo y grosor) para el haz de radiación, acorde con las características de la mama del paciente.
El sistema de compresión de la mama se emplea para aplanar lo más posible el tejido blando y disminuir su densidad óptica. Así se acerca el tejido al receptor de imagen, se reduce la radiación dispersa y se incrementa la calidad de la imagen, lo que favorece la detección de lesiones pequeñas de bajo contraste y micro calcificaciones de alto contraste. Se acepta el uso de rejillas, aunque aumenta la dosis que recibe el paciente, porque supone una gran mejora en el contraste en la imagen.
El equipo de mamografía incluye un control automático de exposición (CAE) que mide la intensidad y la calidad de los rayos en el receptor de imagen. Esa medición permite evaluar la composición de la mama y seleccionar la combinación correcta de blanco/filtro. Actualmente se emplean como receptores de imagen pantalla/película y detectores digitales.
Las combinaciones pantalla/película son exclusivas en mamografías y usan un chasis especial con una sola pantalla fluorescente con una película de una sola emulsión de un grano cúbico muy fino (0.5 a 0.9 m para producir mayor contraste) y una pantalla con emisión de luz característica. El chasis tiene una cubierta frontal elaborada con material de número atómico bajo para lograr baja atenuación. Los receptores de imagen son dispositivos CCD (charged coupled device) de silicio o selenio fotoestimulable y la cantidad que tenga el equipo afecta a la calidad de la imagen.

## Mamografía por tomosíntesis

Reconstrucción de un maniquí hecho a partir de un mamógrafo con tomosíntesis. Se pueden apreciar los desplazamientos de la imagen, debido al ángulo de adquisición.

Últimamente ha entrado en el mercado un nuevo tipo de mamógrafos, los cuales adquieren imágenes mientras el tubo de rayos gira. Esto provoca una reconstrucción tridimensional aproximada de la mama, pudiendo distinguir lesiones superpuestas que en una mamografía convencional además de imágenes más claras. Las consecuencias derivadas de este novedoso sistema es un número menor de repeticiones de mamografías así como de reducción de biopsias, lo que conlleva un diagnóstico más eficaz de la paciente. Existen estudios clínicos donde se detectaron menos casos de falsos positivos con 3D que con 2D.
Su funcionamiento es: la adquisición de una serie de imágenes de baja dosis a lo largo de un pequeño ángulo de adquisición. Al conjunto de proyecciones se le aplica un algoritmo de reconstrucción y se obtienen distintos “cortes” de la mama. Estos cortes son siempre paralelos a la bandeja y se reproducen inmediatamente en una pantalla de alta definición.
El ángulo de adquisición es lo que más se ha tardado en optimizar, ya que puede pensarse que para grandes ángulos la reconstrucción más fiel a la realidad (como ocurre cuando el estudio es por tomografía computerizada). Pues en tomosíntesis no es así ya que el panel de adquisición tiene una restricción que es que no puede girar de acuerdo a la posición del tubo de rayos para una incidencia normal. Así se pueden perder partes de la mama si la angulación es excesiva o demasiada "sombra" al capturar la imagen de manera que dos partes del panel de adquisición adquieran el mismo tejido del paciente.
El tiempo de adquisición ha de ser lo más corto posible debido a que si la paciente se mueve, no se obtiene una reconstrucción fiel a la realidad.
Existen dos modos de adquisición de imágenes en un mamógrafo con tomosíntesis. Una es "step and shoot", es decir, el tubo de rayos se para al adquirir cada imagen. Esta técnica tiene unos pros que son que el foco emisor de rayos no se mueve en el momento de adquirir una nueva imagen. Sin embargo, aumenta sensiblemente el tiempo de adquisición del estudio. El otro modo de adquisición es modo continuo, en el cual el tubo de rayos está emitiendo radiación mientras se mueve. A su vez, el panel adquisitor también está obteniendo imágenes de manera continua.

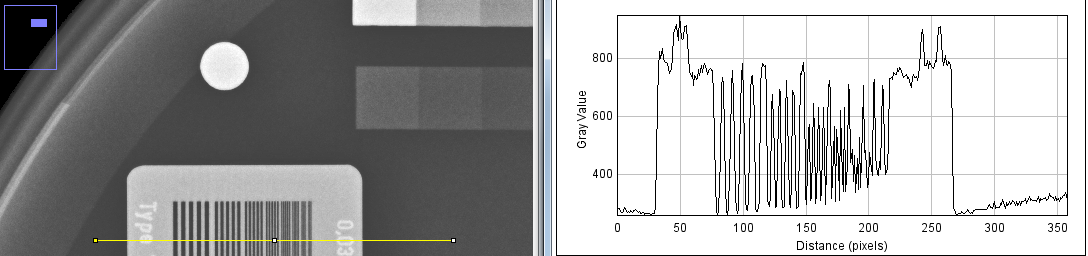
Adquisición por tomosíntesis en un mámógrafo de un maniquí. Análisis con ImageJ.

## Mamografía-tomosíntesis con contraste
La mamografía con contraste ayuda en la estadificación del cáncer de mama.
Recientemente la mamografía con tomosíntesis ha incorporado esta nueva técnica, que consiste en inyectar a la paciente un contraste yodado (el mismo que se emplea en las pruebas de escáner) para posteriormente realizar la mamografía. Ese contraste será captado por los tumores mamarios y será representado en la imagen como una bombilla encendida en una habitación oscura.
Permite un incremento en la sensibilidad y especificidad de la prueba, ayudando a la detección de lesiones ocultas al aportar una información funcional.
Podrá ser en ciertos casos una alternativa/complemento de la Resonancia Magnética de Mama.